# Ricky Fillipov
Ricky Fillipov – australijski judoka.
Srebrny medalista mistrzostw Oceanii w 1990. Wicemistrz Australii w 1997 roku.